# Jean-Marie Gustave Le Clézio
Jean-Marie Gustave Le Clézio (Nizza, 1940. április 13. –) francia regényíró. Mintegy 30 könyv szerzője. 1963-ban elnyerte a Renaudot-díjat, és ő lett a 2008-as év irodalmi Nobel-díjasa.

## Élete
Ősei Bretagne-ból származtak, s a 18. században kerültek Mauritius szigetére, amely francia kézből angol uralom alá került 1810-ben. A telepesek megtarthatták birtokaikat és használhatták francia anyanyelvüket.
Le Clézio már a Francia Riviérán, Nizzában született angol édesapától és francia anyától. 8 éves volt, amikor szüleivel Nigériába költözött, ahol apja katonaorvosként szolgált a brit haderőben. A második világháború elszakította egymástól a családtagokat, az apa nem tudott feleségével és gyermekeivel tartani Nizzába.
Le Clézio a bristoli egyetemen tanult 1958-tól 1959-ig, és diplomát a nizzai egyetem irodalom szakán szerzett. Miután néhány évet Londonban és Bristolban töltött, az Amerikai Egyesült Államokba költözött, s tanárként helyezkedett el.
Nem véletlen, hogy művei központi témája az utazás (mind valóságos, mind lelki értelemben). Thaiföldet és Mexikót is megjárta a sereg kötelékében. A távol-keleti országból távoznia kellett a gyermekprostitúció miatti tiltakozása okán. Mexikóban elmélyült az indián mitológia és történelem kutatásában, történészi disszertációját is ebből a témából írta. 1970 és 1974 között, az Embera-Wounaan indiánok között élt Panamában.
1964-ben Master’s fokozatot szerzett a Henri Michaux-ról írott szakdolgozatával Aix-en-Provence egyetemén. Doktori disszertációját 1983-ban írta Mexikó korai történelméből a perpignan-i egyetemen (szakterülete: Michoacán).
Nős, felesége a marokkói származású Jémia Le Clézio. Két lánya van, egy az első házasságából. Az 1990-es évek óta hol Mauritiuson, hol Nizzában, hol az új-mexikói Albuquerque-ben élnek.
Számos egyetemen tanított már világszerte. Gyakori látogató Dél-Koreában, ahol francia nyelvet és irodalmat oktatott a 2007–2008-as tanévben a szöuli Ewha Womans Egyetemen.

## Írói munkássága
Le Clézio gyermekként kezdte az írást. Hétéves volt, amikor megszületett az első könyve. A tengerről írta, ami azon az élményen alapult, hogy Nigériában meglátogatták az orvosként ott dolgozó édesapát.
Huszonhárom évesen vált híressé első regényével, amelyben egy perifériára szorult férfit ábrázol. Ez volt A jegyzőkönyv (Le Procès-Verbal), amelyet a Goncourt-díjra is jelöltek, 1963-ban pedig megkapta érte a Renaudot-díjat.
Azóta mintegy 30 könyvet írt, többek között novellákat, regényeket, tanulmányokat. Fordított indián mitológia témában, számos műhöz kérték fel előszó, ismertetés megírására. Emellett néhány gyerekkönyvnek is szerzője.
Írói munkássága két fő korszakra bontható:
- Az 1963-tól 1975-ig tartó időszakban Le Clézio olyan témákat boncolgatott, mint őrültség, írás, nyelv, olyan kortársak nyomdokában haladva, mint Georges Perec vagy Michel Butor. Újítónak és lázadónak tartották. Így értékelte őt például Michel Foucault és Gilles Deleuze. A szavakkal való játék, a szabad asszociációk, a filológiai kísérletezés igen domináns volt ebben a korszakában, s ezt jól tükrözi a Terra Amata című regénye. 1967-ben jelent meg. Egyfajta "önéletrajz" ez, egy olyan emberiségé, amelynek jövőképe bizonytalan, mégis remény hatja át.
- Az 1970-es évek második felében a stílusa drasztikus átalakuláson ment keresztül. Elhagyta a kísérletezést, és a regényei hangulata kevésbé komorrá vált. Fő témái: gyermekkor, kamaszkor, utazás. Ez a váltás meghozta a szélesebb körű elismertséget, nagyobb közönséget vonzva. 1994-ben a Lire francia irodalmi folyóirat felmérés kimutatta, hogy az olvasók 13 százaléka őt tartja a legnagyobb élő francia nyelvű írónak.[18]

Elsőként nyerte el 1980-ban Le Clézio a frissen alapított Paul-Morand-díjat, amellyel a Francia Akadémia a Désert (Sivatag) című munkáját díjazta.
A nemzetközi sikert 2008 jelentette: ekkor elnyerte az irodalmi Nobel-díjat. A Svéd Királyi Tudományos Akadémia értékelése szerint Le Clézio "az új kiinduló pontok, a költői kaland és az érzéki eksztázis írója, a civilizáció alatti és afelett álló emberiesség kutatója."

## Művei
A félkövér betűkkel írt művei magyarul is megjelentek.
- Le Procès-Verbal (Renaudot-díj 1963)
- A láz (La Fièvre) (1965)
- Déluge (1966)
- Terra Amata (1967)
- Le Livre des fuites (1967)
- A háború (La Guerre) (1970)
- Haï (1971)
- Mydriase (1973)
- Les Géants (1973)
- Voyages de l'autre côté (1975)
- Les Prophéties du Chilam Balam (1976)
- Vers les icebergs (Essai sur Henri Michaux) (1978)
- Mondo et autres histoires (1978)
- L'Inconnu sur la Terre (1978)
- Trois villes saintes (1980)
- Désert (1980)
- La Ronde et autres faits divers (1982)
- Relation de Michoacan (1984)
- Le Chercheur d'Or (1985)
- Voyage à Rodrigues (1986)
- Le Rêve mexicain ou la pensée interrompue (1988)
- Printemps et autres saisons (1989)
- Onitsha (regény)|Onitsha (1991)
- Étoile errante (1992)
- Pawana (1992)
- Diego et Frida (1993)
- La Quarantaine (1995)
- Aranyhalacska (Poisson d'or) (1997)
- La Fête chantée (1997)
- Gens des nuages (1999)
- Hasard (suivi d'Angoli Mala) (1999)
- Cœur Brûle et autres romances (2000)
- Körforgás (Révolutions) (2003)
- Az afrikai. Apám könyve (2004)
- Ourania (2006)
- Az éhség ünnepei. Anyám könyve (2008)

## Magyarul
- A láz; ford. Rónay György, utószó Bajomi Lázár Endre; Európa, Bp., 1968 (Modern könyvtár)
- A háború. Regény; ford. Bognár Róbert, utószó Réz Pál; Európa, Bp., 1974 (Modern könyvtár)
- Terra Amata; ford., utószó Tellér Gyula; Európa, Bp., 1976 (Modern könyvtár)
- Onitsha; ford. Mihancsik Zsófia; Ferenczy, Bp., 1996
- Aranyhalacska; ford. Kamocsay Ildikó; Európa, Bp., 1998
- Körforgás; ford. Vajda Lőrinc; Európa, Bp., 2006
- Raga. A láthatatlan kontinens megismerése; ford. Novák Petra; Partvonal, Bp., 2008
- A háború; ford. Bognár Róbert; Európa, Bp., 2008 (Modern könyvtár)
- Az afrikai. Apám könyve; ford. Takács M. József; Ulpius-ház, Bp., 2009
- Az éhség ünnepei. Anyám könyve; ford. Lőrinszky Ildikó; Ulpius-ház, Bp., 2009
- Utazás a fák országába; ford. Barna Imre; Európa, Bp., 2009
- Uránia; ford. Vajda Lőrinc; Európa, Bp., 2012

Ezen kívül magyarul még néhány novellája jelent meg, fordítás-antológiákban:
- A „Huszadik századi francia novellák”-ban (Noran kiadó, 2005) és a "Szerelmesek éjszakájá"-ban (Európa, 1970):
  - Gyalogember
- Az „Égtájak, 1967”-ben:
  - Hátra
- Az „Égtájak, 1979”-ben:
  - Aki sose látta a tengert
- A "Nagyvilág" folyóirat 1964/6. számában és „A Notre-Dame tornyai”-ban (Szépirodalmi kiadó ,1979):
  - Amikor Beaumont megtudta, mi a fájdalom
- „A halál betegségé”-ben (modern francia elbeszélések, Nagyvilág kiadó, 2005):
  - Moloch

## Díjak
- 1963: Renaudot-díj
- 1972: Valery Larbaud-díj
- 1980: Paul-Morand-díj
- 1997: Jean-Giono-díj
- 1998: Prince-de-Monaco-díj
- 2008: Stig Dagermanpriset
- 2008: Irodalmi Nobel-díj

## Fordítás
- Ez a szócikk részben vagy egészben  a   Jean-Marie Gustave Le Clézio című angol Wikipédia-szócikk fordításán alapul.  Az eredeti cikk szerkesztőit annak laptörténete sorolja fel. Ez a jelzés csupán a megfogalmazás eredetét és a szerzői jogokat jelzi, nem szolgál a cikkben szereplő információk forrásmegjelöléseként.